# Kostel svatého Jana Křtitele (Přibice)
Kostel svatého Jana Křtitele je římskokatolický chrám v obci Přibice v okrese Brno-venkov. Je chráněn jako kulturní památka. Je farním kostelem přibické farnosti.

## Historie
Přibický kostel byl v románském slohu (je zachován portál v jižní zdi) postaven asi v prvních dvou desetiletích 13. století, poprvé je uváděn v roce 1222. Starali se o něj johanité, kteří vlastnili celou ves. V roce 1257 byl olomouckým biskupem Brunem znovu vysvěcen, zřejmě byl předtím poničen při tatarských nájezdech. Pravděpodobně mezi lety 1327–1348 si johanité u chrámu zřídili komendu, která zde fungovala do první poloviny 15. století. Nacházela se asi jižně od kostela. Samotný kostel byl v pozdějších staletích upraven barokně.
V roce 2019 pořídila obec s pomocí dotace od Jihomoravského kraje nové schodiště do kostela se zábradlím, vyřezané z mrákotínské žuly. Opraveno a rozšířeno bylo také blízké parkoviště.

## Galerie

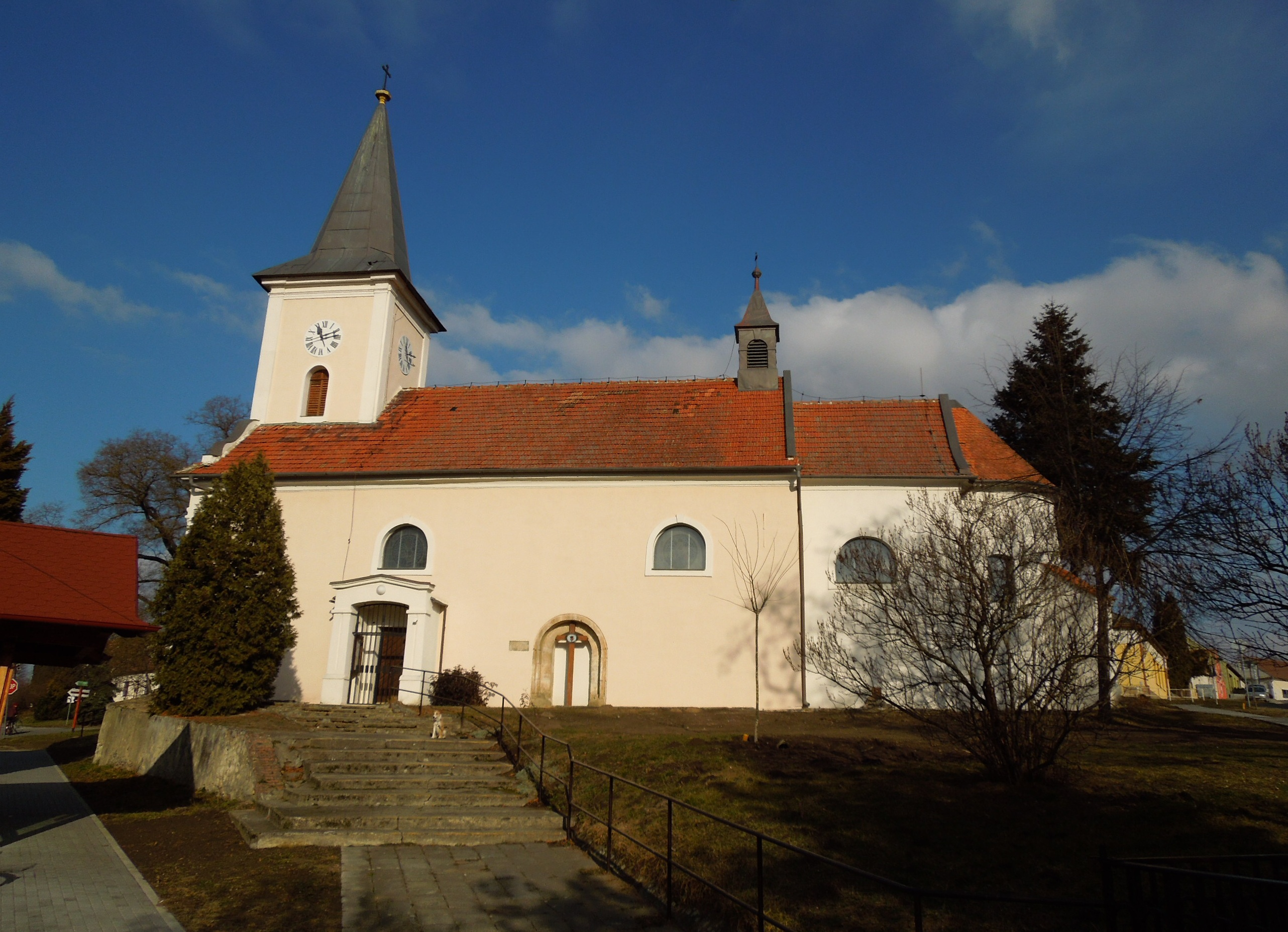
kostel v roce 2012
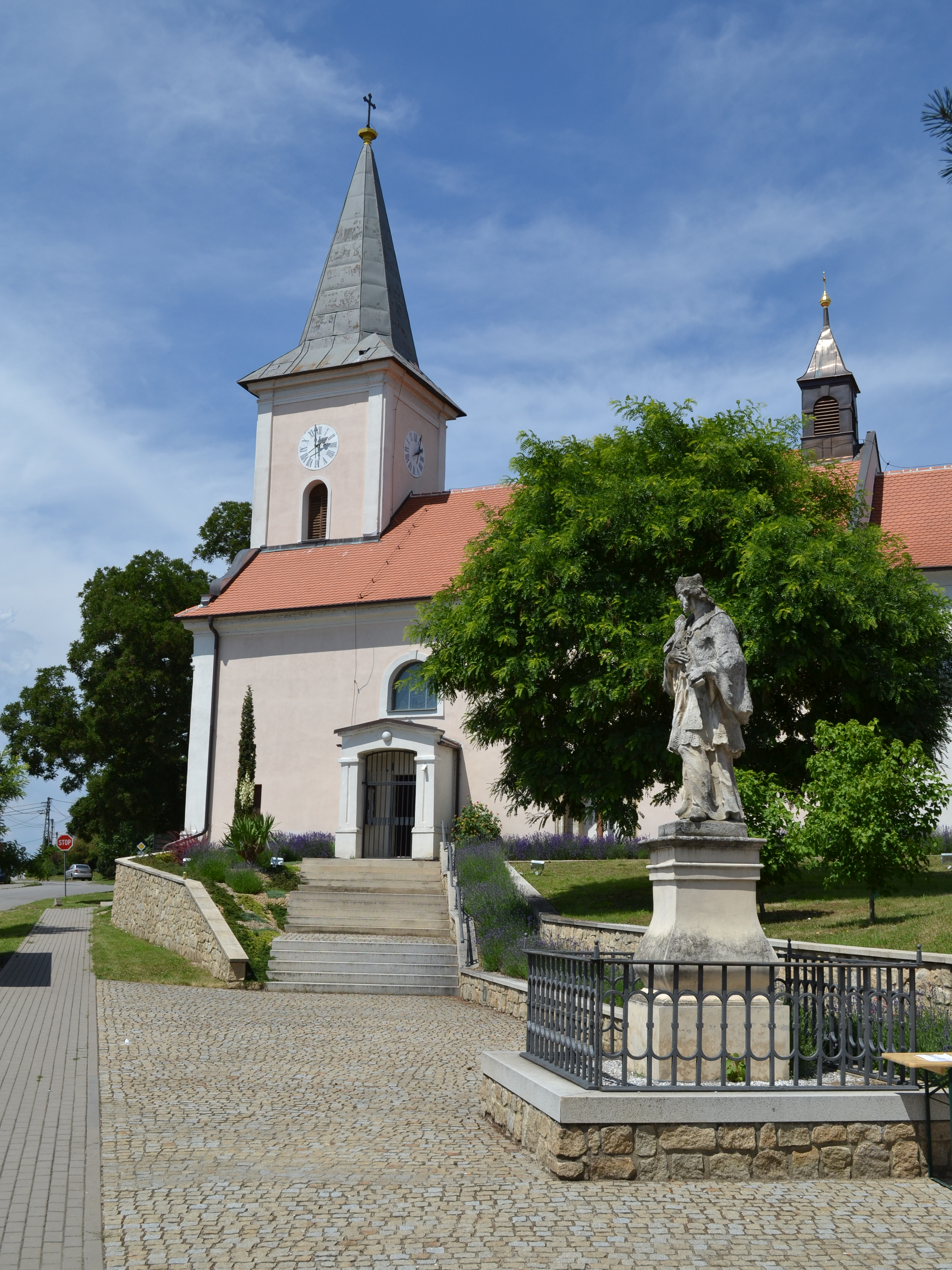
socha sv. Jana Nepomuckého z roku 1768
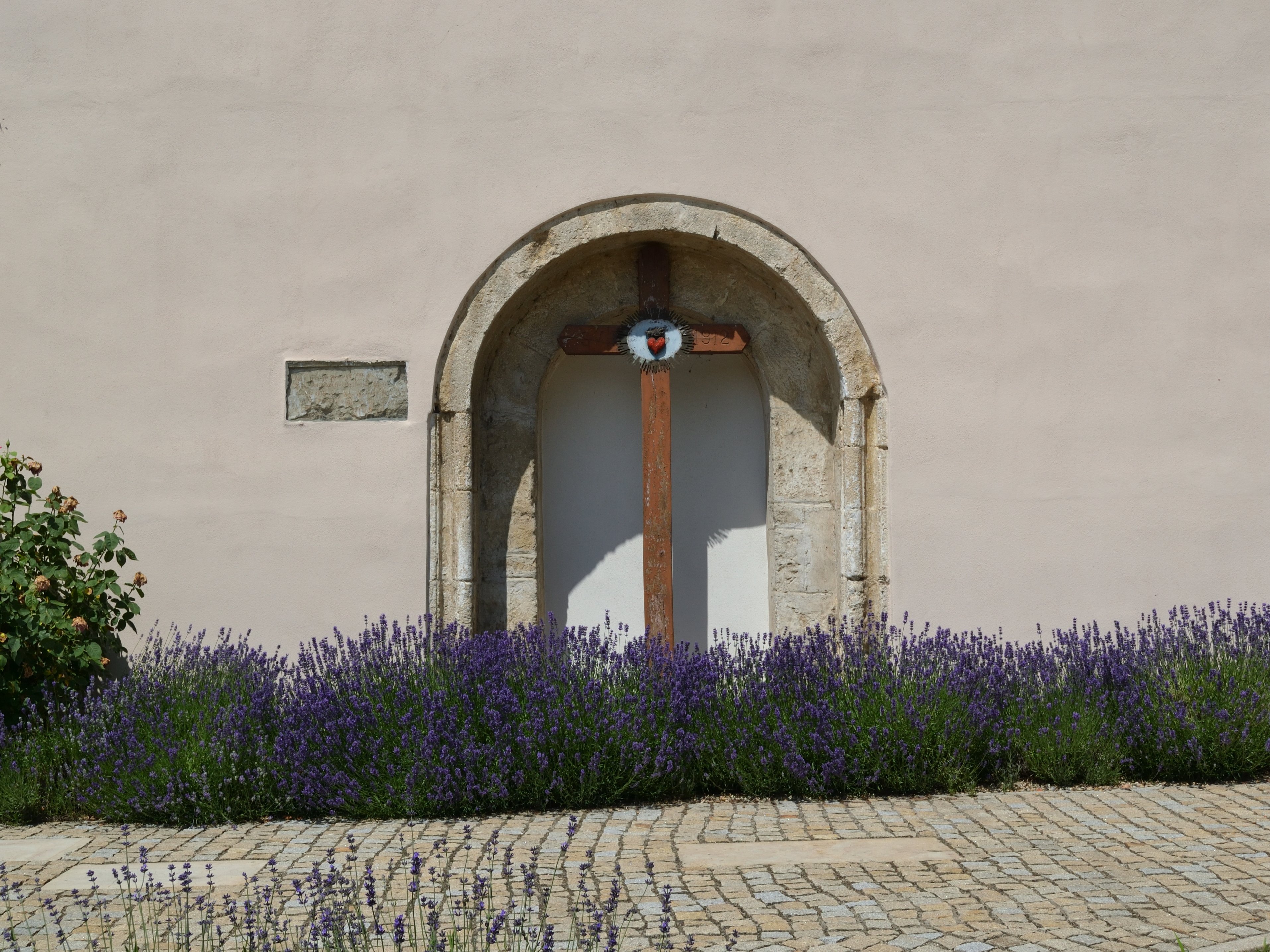
románský vstupní portál